# 27258 Chelseavoss
27258 Chelseavoss è un asteroide della fascia principale. Scoperto nel 1999, presenta un'orbita caratterizzata da un semiasse maggiore pari a 2,4240609 UA e da un'eccentricità di 0,1212614, inclinata di 1,51479° rispetto all'eclittica.